# Alvydas Pazdrazdis
Alvydas Pazdrazdis (ur. 20 lipca 1972 w Kretynga) — litewski koszykarz, medalista olimpijski.

## Kariera
Alvydas Pazdrazdis brał udział w Letnich Igrzyskach Olimpijskich 1992 w Barcelonie. Podczas tych igrzysk on wraz z reprezentacją Litwy w koszykówce zagrali z reprezentacjami Austrii, Portoryko, Wenezueli, Chin, Brazylii i Stanów Zjednoczonych, ostatecznie zajmując 3. miejsce.

### Kluby
Źródło:
- 1991-1992 -  Statyba
- 1997-1999 -  Neptūnas
- 1999-2000 -  Sakalai